# Descrittivismo musicale
Per descrittivismo musicale si può intendere genericamente l'utilizzo di forme musicali con il fine di narrare o di rappresentare eventi di varia natura, siano essi mondani (una passeggiata in un bosco) o letterari, religiosi, filosofici (in linea di massima l'idea di fondo del poema sinfonico romantico).
Fulcro del descrittivismo musicale è infatti il riferimento a un'idea extramusicale come fonte d'ispirazione o trave portante di una composizione, sebbene poi (nelle forme più riuscite) tale intuizione venga interamente risolta e affrontata sul piano formale, non implicando necessariamente quindi una conoscenza diretta dell'idea ispiratrice o del testo letterario di riferimento da parte dell'ascoltatore.
Sebbene la "musica a programma" sia ubiquitaria all'interno della storia dell'evoluzione degli stili musicali, è stato principalmente il Romanticismo a dar levatura estetica al genere descrittivo, nella forma del poema sinfonico, praticamente inventata da Franz Liszt sulla scorta di illustri esempi come la Sinfonia "pastorale" di Ludwig van Beethoven o la Symphonie fantastique di Hector Berlioz.
La forma descrittiva ha avuto interpreti illustri anche in epoca tardo-romantica ed epoca post-romantica (Claude Debussy per fare un esempio, o il primo Arnold Schönberg).
In epoca moderna, soprattutto con il Neoclassicismo o con le successive forme avanguardistiche, la forma descrittiva ed in particolar modo il riferimento a idee extramusicali con fini espressivi vennero ripudiate per ritornare ad uno stile più puro ed incontaminato, con l'intento programmatico ed estetico sostanziale di restituire all'arte musicale la sua fondamentale autonomia.
Non mancano esperienze di musica descrittiva al di fuori dell'ambito musicale eurocolto. 
Nel Jazz di Duke Ellington troviamo splendidi esempi di imitazione del treno, soggetto ricorrente di tanta musica americana e simbolo stesso dell'unificazione del territorio statunitense. 
"Daybreak Express" del 1933 è la composizione più famosa, ma anche "Track 360" (aka "Trains") è mirabile nella sua imitazione del suono del treno.